# Amor sin maquillaje
Amor sin maquillaje es una telenovela de 25 capítulos mexicana producida por Rosy Ocampo para la cadena de televisión Televisa en el año 2007, en homenaje al 50.º aniversario de la creación de telenovelas en México, siendo Senda prohibida la primera que se realizó en este formato y que fue emitida por Telesistema Mexicano en 1958.
La historia relataba la vida de los maquillistas, directores, escritores, editores, actores entre otros. Protagonizada por las primeras actrices Lucía Méndez y Carmen Montejo junto a la actriz Marlene Favela, y los primeros actores  Joan Sebastián y Sergio Goyri, además de las actuaciones antagónicas de Sabine Moussier, Alicia Machado y Gabriela Goldsmith.

## Sinopsis
Pina es una maquillista que vive con su abuela y su madre, quienes también fueron maquillistas, en la Ciudad de México desde que quedó viuda con su hijo de cuatro años, sueña con llegar a ser escritora de telenovelas y en sus ratos libres estudia en el Centro de escritores de Televisa, mientras escribe su primera telenovela, "Amor oculto"; se enamora de Héctor Ibarra, un actor muy popular, pero arrogante y malvado que pide a Pina irse con él a Miami, ella se niega por lo que Héctor le roba su telenovela y la registra a su nombre. Pina se queda en México embarazada de Héctor y muy dolida por su traición. Cuando regresa para protagonizar "Amor oculto", Pina es contratada como maquillista en la misma telenovela que escribió.
Por otra parte esta Lupita, la madre de Pina, que fue abandonada por su marido cuando Pina era una niña y que 20 años después regresa para pedirle perdón a Lupita, descubriendo que otro hombre está en su vida y ella tendrá que decidirse entre dos amores.
Verónica, abuela de Pina, es una legendaria maquillista que vive recordando sus años en Televisa maquillando y viviendo experiencias junto a actores mientras trabajaban en sus telenovelas.

## Elenco
- Lucía Méndez - Lupita Velázquez
- Marlene Favela - Josefina "Pina" Cárdenas Velázquez
- Carmen Montejo - Verónica vda. de Velázquez
- Sergio Goyri - Héctor Ibarra
- Enrique Rocha - Steve
- Helena Rojo - Inés Rivera
- César Évora - Pedro Ríos
- Sabine Moussier - Beatriz Cristo
- Nora Salinas - Adriana
- Daniela Romo - Fernanda Duarte
- Joan Sebastian - Álex
- Alejandro Ibarra - Valentín
- Alicia Machado - Marina
- Erika Buenfil - Laura
- Ernesto Laguardia
- Yadhira Carrillo - Ernestina
- Julio Alemán
- Joaquín Cordero - Él mismo
- Claudio Báez - Él mismo
- Carlos Bracho - Él mismo
- Luis Bayardo - Miguel
- Luis Couturier
- Sharis Cid
- Patricia Navidad - Ella misma
- Lorena Enríquez - Berta
- Francisco Gattorno
- Sherlyn - Romina
- Erick Guecha
- Manuel Ojeda
- José Luis Reséndez
- Aarón Hernán
- Héctor Gómez
- Alfonso Iturralde
- Eugenio Cobo
- Enrique Lizalde - Él mismo
- Ignacio López Tarso - Él mismo
- Angélica María - Mariana
- María Rubio - Ella misma
- Jacqueline Andere - Ella misma
- Alejandra Meyer
- Adriana Roel
- Gerardo Murguía
- Conrado Osorio
- Alejandro Ruiz
- Gabriela Goldsmith - Helena
- Diana Golden
- Otto Sirgo
- Mariana del Valle
- Gastón Tuset
- Juan Verduzco
- Raúl Padilla "Chóforo"
- Fernando Robles
- Juan José Origel
- Mara Patricia Castañeda
- Lily Garza
- Mayrín Villanueva - Paula
- Alejandra Barros
- Alejandro Ávila
- Eduardo Santamarina - Lalo
- Jacqueline Voltaire
- Silvia Pinal
- Ana Martín - Ella misma[1]
- Nikolás Caballero [2]